# Humber Arm
Humber Arm is een baai van 58 km² in de Canadese provincie Newfoundland en Labrador. De baai is een lange, smalle zij-arm van de Bay of Islands, een grote baai aan de westkust van het eiland Newfoundland.

## Geografie
Humber Arm is 25 km lang en vrijwel nergens meer dan 3 km breed. De smalle zee-arm loopt vanaf het zuidoostelijke punt van de Bay of Islands verder naar het zuidoosten toe. Op het verste punt van Humber Arm mondt de rivier Humber erin uit. Aan die riviermonding ligt Corner Brook, de enige stad aan de westkust van Newfoundland.
De noordkust van Humber Arm wordt geflankeerd door Route 440 en de zuidkust door Route 450. Aan weerszijden van de baai liggen er verscheidene dorpen verspreid langsheen de kust, die allen deel uitmaken van de Agglomeratie Corner Brook. Aan de zuidkust betreft het van oost naar west Corner Brook, Mount Moriah, Halfway Point, Benoit's Cove en Frenchman's Cove. Aan de noordelijke oever gaat het, van oost naar west, over Irishtown, Summerside, Meadows, Gillams en McIvers.

## Galerij

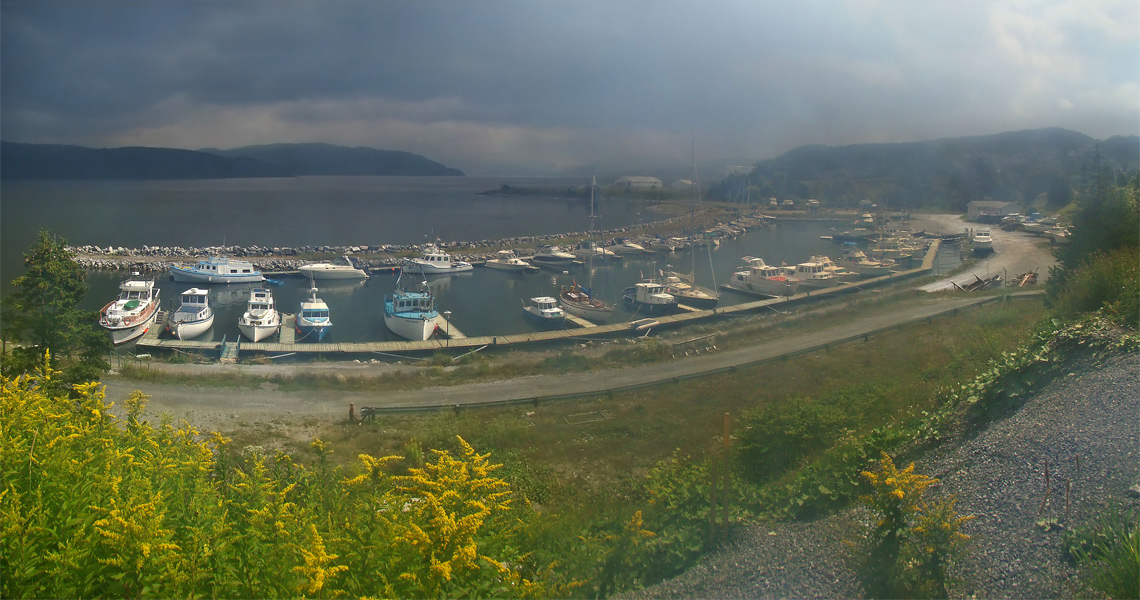
De jachthaven van Petries, een wijk van Corner Brook, aan Humber Arm